# Leica Digilux
Leica Digilux hießen die ersten Digitalkameras der Marke Leica; dabei ist das Modell Digilux 3 eine digitale Spiegelreflexkamera im Four-Thirds-Standard.

## Kooperation mit Fuji

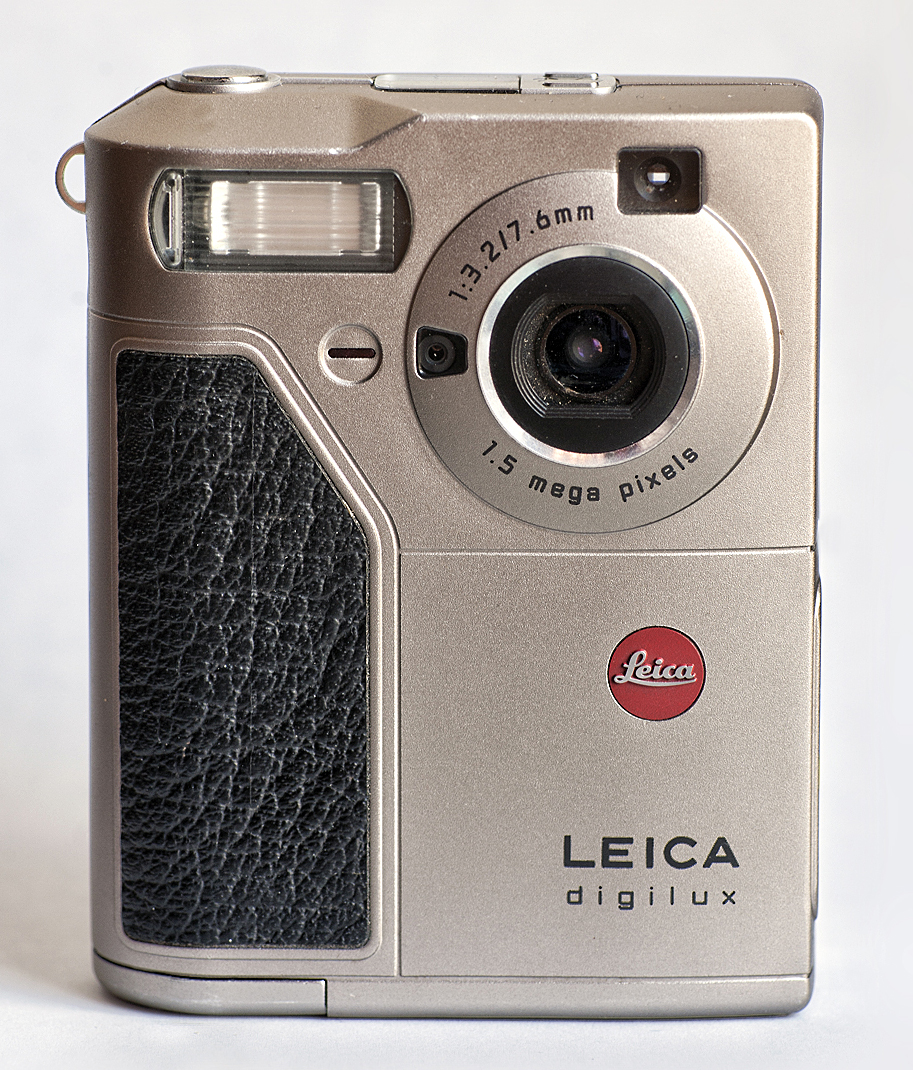
Leica Digilux, 1998

Mitte der 1990er Jahre ging Leica eine strategische Allianz mit Fujifilm ein. Aus dieser Partnerschaft gingen 1998 die ersten Digilux Kameras hervor. Die Kameras aus dieser Baureihe waren weitgehend baugleich zu den Fuji-Modellen, sie hießen

### Leica Digilux
- Sensor 1/2" (6,4 × 4,8 mm; Cropfaktor 5,4), 1,5 Megapixel (physikalisch und effektiv)
- Brennweite 35mm-äquivalent[1]

### Leica Digilux Zoom (Ende 1999)
- Sensor 1/2,3" (6,2 × 4,6 mm, Cropfaktor 5,6) 1,5 Megapixel (physikalisch und effektiv)
- Brennweite 38 bis 114 mm (35mm-äquivalent)[2]

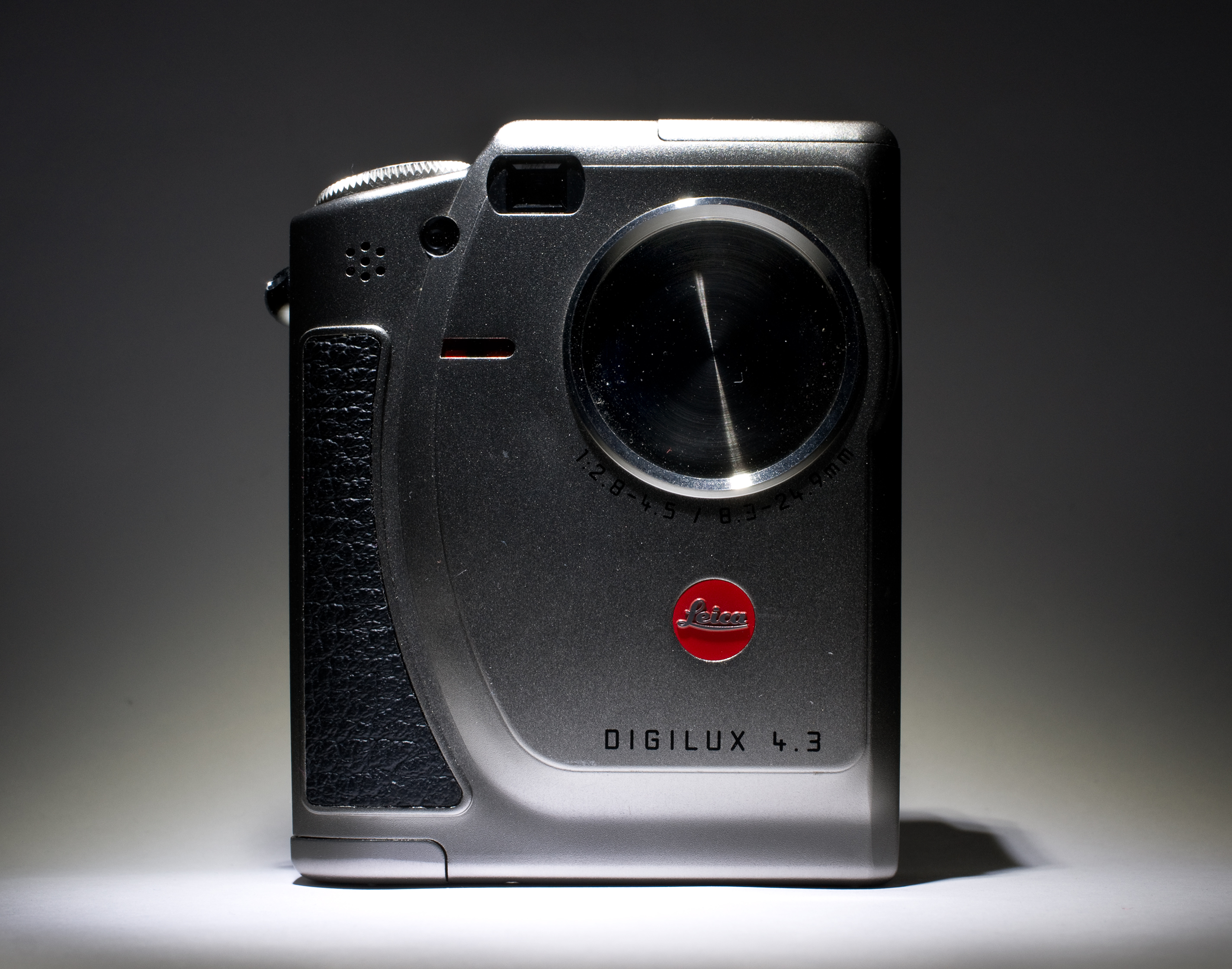
Leica Digilux 4.3,
September 2000

### Leica Digilux 4.3 (September 2000)
- Sensor 1/1,7" (7,6 × 5,7 mm, Cropfaktor 4,6), 2,4 Megapixel (physikalisch und effektiv)
- Brennweite 36 bis 108 mm (35mm-äquivalent).[3]
- Für sie wurde ein Vorsatz zum Digitalisieren von Dias angeboten.[4]

Die Partnerschaft galt als wenig fruchtbar und wurde im Mai 2001 eingestellt.

## Kooperation mit Panasonic
Die Digilux 1 sowie die Digilux 2 wurden vom Designer Achim Heine gestaltet.

### Leica Digilux 1
Im Frühjahr 2002 brachte Leica in Kooperation mit Panasonic (ehemals Matsushita) die Digitalkamera Digilux 1 auf den Markt. Dies wurde das erste Produkt aus dieser strategischen Partnerschaft. Aufgrund der relativ hohen Geschwindigkeit und anderer Qualitäten bezeichnete Leica die Digilux 1 als Reportagekamera und wollte damit an die legendäre Leica I von 1925 erinnern. Neben dem Retrodesign fällt das große 2,5"-Display mit dem einzigartigen ausklappbaren Lichtschacht ins Auge. Wie bei den klassischen Kameras sind die Bedienelemente in Form von Tasten und Einstellrädern am Kameragehäuse angebracht und müssen nicht zuerst über ein Menü angewählt werden.
Die Digilux 1 gilt als erste eigenständige Leica-Digitalkamera (frühere digitale Leicas waren OEM-Produkte).

#### Technische Daten Digilux 1
- Lichtstarkes asphärisches Leica Objektiv mit 3fach-Zoom
- Bildsensor mit 4,0 Millionen Pixel
- Optischer Sucher
- ISO Blitzschuh für zusätzliches Blitzgerät
- 2,5" LC-Display mit 205.000 Bildpunkten (inkl. klappbarem Lichtschutz)
- Zahlreiche manuelle Einstellmöglichkeiten für individuellen gestalterischen Spielraum
- Einige von klassischen Kameras gewohnte Bedienelemente
- Secure-Digital (SD) Speicherformat
- Lithium-Ionen-Akku mit bis zu 3 Stunden Betriebsbereitschaft

### Leica Digilux 2

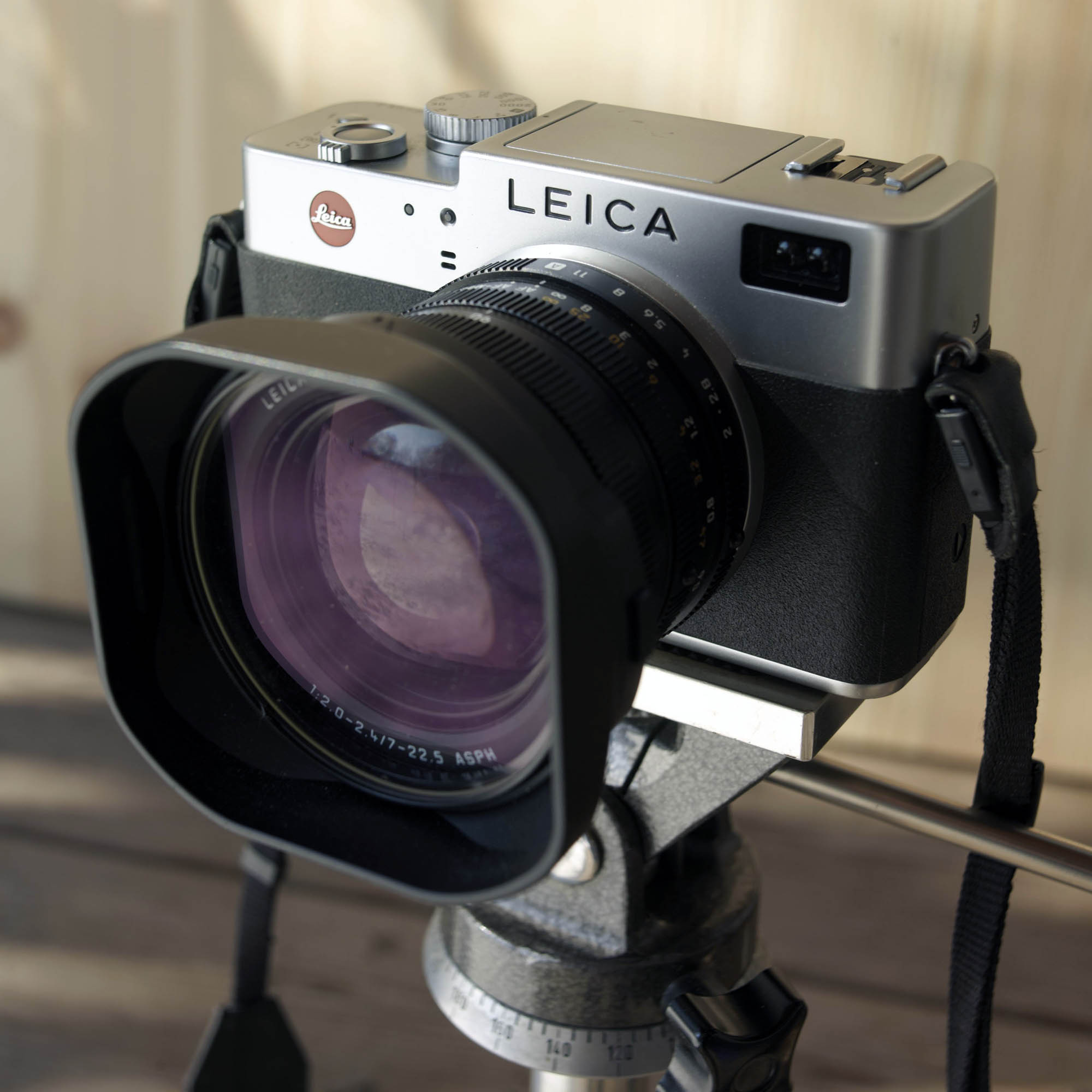
Leica Digilux 2

Die Leica Digilux 2 ist eine semiprofessionelle Digitalkamera und kam Ende 2003 auf den Markt, sie entstand in Partnerschaft mit Matsushita/Panasonic. Das herausragendste Merkmal dieser Kamera ist die hohe Qualität des fest eingebauten mechanischen Zoomobjektivs (Leica DC Vario-Summicron).
Die Digilux 2 hat keinen optischen Sucher, sondern eine elektronische Sucheranzeige. Der damalige hohe Preis von ca. 1.500 Euro wurde kritisiert, da die weitgehend baugleiche Panasonic DMC LC-1 um ca. 300 Euro preiswerter war.

#### Technische Merkmale
- 5 Megapixel[6] (2560 × 1920 Pixel)
- Elektronisches Sucherbild mit 235.000 Bildpunkten (TTL)
- 2,5″ LCD-Monitor auf der Rückseite mit 211.000 Bildpunkten
- Echtzeit-Histogramm-Anzeige (vor der Aufnahme)
- 2,0–2,4/7–22,5 mm (28–90 mm äquivalent zu Kleinbild) Leica DC Vario Summicron (mit TTL-AF)[6]
- hochwertige Metallkonstruktion (Magnesium-Gehäuse),[6] intuitives klassisches Bedienkonzept
- mechanische Objektiveinstellung für Zoomfaktor und Scharfeinstellung (nach Wahl)
- RAW-Unterstützung, sowie JPEG[6]
- SD/MMC Speicherkartenformat, USB 2.0 Hi-Speed Standard-Anschluss[6]
- einzigartiges klappbares TTL-Blitzgerät (ermöglicht indirektes Blitzen)
- ISO-Blitzschuh für externe Blitzgeräte
- Multisegment-Belichtungsmessung, Integral und Spotmessung
- Verschlusszeitenbereich von 8 s–1/4000 s[6]
- Langlebiger mitgelieferter Lithium-Ion/1400 mAh-Akku[6] (ca. 5 Stunden)
- Mitgeliefertes Ladegerät arbeitet auch als Netzteil; bei der Verwendung als Netzteil wird der Akkumulator allerdings nicht geladen.

### Leica Digilux 3

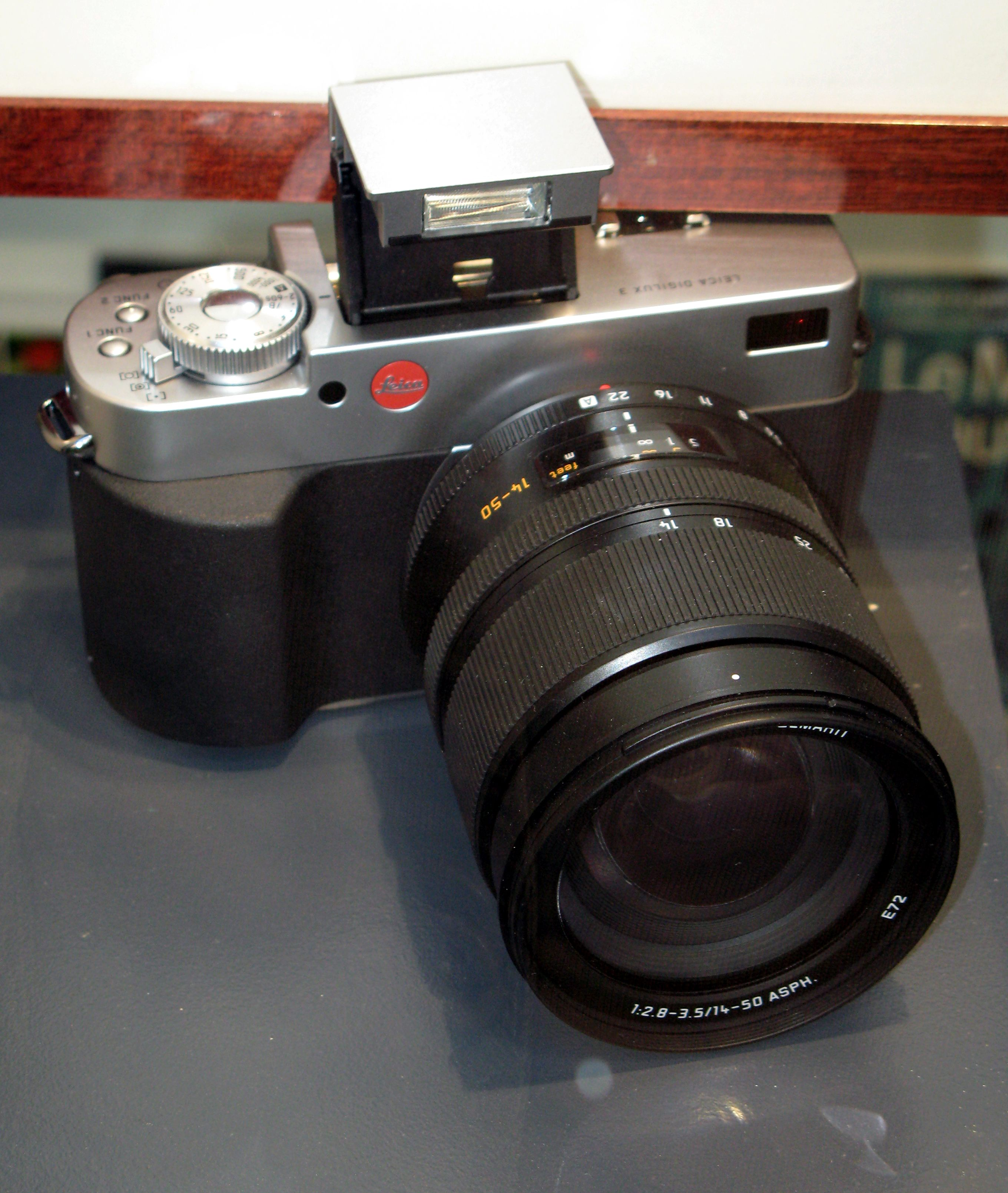
Leica Digilux 3 mit ausgeklapptem Blitz und Zoomobjektiv 14-50mm

Leica Digilux 3 ist eine digitale Spiegelreflexkamera im Four-Thirds-Standard. Sie wurde auf der Photokina 2006 von Leica vorgestellt.
Die Kamera basiert auf der Olympus E-330 und verwendet insbesondere das gleiche horizontale Spiegelsystem und den gleichen LiveMOS-Sensor  mit 7,5 Megapixeln. Sie ist praktisch baugleich mit der Panasonic Lumix DMC-L1, von der sie sich in der Farbe (verchromt), der oberen Gehäuseplatte, der Berechnung von JPEG-Bildern (mit dezenteren, laut Leica „natürlicheren“ Farben) sowie im Ausstattungsumfang unterscheidet.
Von der E-330 wurde auch die Gestaltung des Okulars und der Augenmuschel übernommen, so dass die gleichen Zubehörteile verwendet werden können (z. B. die Augenmuschel Olympus EP-7).
Die Kamera gestattet die Speicherung von Bildern im RAW- und JPG-Format.
Das zusammen mit der Kamera vorgestellte Zoomobjektiv hat erstmals für den Four-Thirds-Standard einen Blendenring. Zur Übertragung der Blendendaten vom Objektiv zur Kamera wurde das Übertragungsprotokoll erweitert.